# Kinyamaganga (vattendrag i Burundi, Ngozi)
Kinyamaganga är ett vattendrag i Burundi.   Det ligger i provinsen Ngozi, i den norra delen av landet, 80 kilometer nordost om huvudstaden Bujumbura.
Omgivningarna runt Kinyamaganga är en mosaik av jordbruksmark och naturlig växtlighet. Runt Kinyamaganga är det tätbefolkat, med 427 invånare per kvadratkilometer.